# Kimiko Date
Kimiko Date, 伊達公子, född 28 september 1970 i Kyoto, Japan, är en japansk högerhänt före detta professionell tennisspelare.

## Tenniskarriären
Kimiko Date blev professionell tennisspelare på Virginia Slims Circuit 1989. Hon vann sju singel- och en dubbeltitel på touren och rankades bland världens 10 bästa spelare 1994. Under karriären vann hon över 290 turneringsmatcher, varav fyra gånger japanska mästerskapen. I prispengar vann hon 1 974 253 amerikanska dollar. Hon avslutade sin internationella tävlingskarriär i september 1996. Hon spelade i Australian Open 2011.
Vid 14 års ålder nådde hon semifinalen i Japanska ungdomsmästerskapen (upp till 14 år). År 1986 vann hon dubbeltiteln i Japanska juniormästerskapen i gruppen upp till 16 år. Året därpå, 1987 spelade hon singelsemifinal i Japanska mästerskapen. 
År 1988 blev ett genombrottsår för Kimiko Date, hon vann under säsongen flera titlar, inklusive japanska inomhusungdomsmästerskapen (både singel och dubbel), juniorsingeln i Wimbledonmästerskapen och japanska mästerskapen för juniorer under 18 år (både singel och dubbel). 
Kimiko Date deltog i sin första Grand Slam-turnering 1990. Det var Australiska öppna där hon nådde fjärde omgången. Åren 1991–92 besegrade hon bland andra spelare som Gabriela Sabatini och Arantxa Sánchez Vicario. Hon nådde kvartsfinalen i Franska öppna (1992). Samma år vann hon Japan Open. Säsongen därefter, 1993, nådde hon kvartsfinal i US Open och vann för andra gången Japan Open. Hon upprepade den segern året därpå och nådde också semifinalen i både Australiska öppna och det säsongsavslutande  Virginia Slims Championships.
1995, vann hon Toray PPO (Tier I) och nådde semifinalen i Franska öppna och kvartsfinalen i Wimbledon. År 1996 vann hon för fjärde gången singeltiteln i Japan Open. Senare på sommaren spelade hon semifinal i Wimbledon, som hon förlorade mot Steffi Graf i en match som spelades över två dagar. 
Kimiko Date deltog i det japanska Fed Cup-laget 1989–92 och 1994–96. Hon spelade totalt 21 matcher av vilka hon vann 13. Bland segrarna märks vinst över den tyska spelaren Steffi Graf i en jämn match som slutade 7–6, 3–6, 12–10. Hon vann också över bland andra tyskan Anke Huber och svenskan Åsa Carlsson.
Date gjorde 2008 comeback på proffstouren, efter tolv års frånvaro. 2017 avslutade hon sin karriär som spelare på grund av efterhängsna skador.

## Spelaren och personen
Kimiko Date började spela tennis som sjuåring. 
Kimiko Date bor numera i Tokyo och var 2001–2016 gift med den tyska tävlingsförare Michael Krumm.

## Grand Slamresultat
- Australiska öppna: Semifinal 1994 (3–6, 3–6, Steffi Graf)
- Franska öppna: Semifinal  1995 (5–7, 3–6, Arantxa Sánchez Vicario)
- Wimbledonmästerskapen: Semifinal 1996 (2–6, 6–2, 3–6, Steffi Graf)
- US Open: Kvartsfinal 1993 och 1994